# O Colonial (jornal)
O Colonial : defensor dos interesses das províncias ultramarinas foi um periódico lançado 1907 por Prazeres da Costa que entre outras competências foi chefe de Gabinete do Ministro das Colónias em 1920.